# Sparedrus elegans
Sparedrus elegans es una especie de coleóptero de la familia Oedemeridae.

## Distribución geográfica
Habita en Pakistán.